# Uáji
Uáji (em iorubá: waji) ou aroquim (arokin)  é um tipo de pó azul, chamado pelo povo de santo de indigo. Resulta da mistura de minerais cuja composição é Sódio, Alumínio e Silicato.
Também conhecido como (anil) no Brasil, esse pó azul ou em pedrinha quadrada serve para clarear roupas também. O uaji ou anil serve para limpezas espirituais, banhos e limpezas de ambientes de trabalho etc.

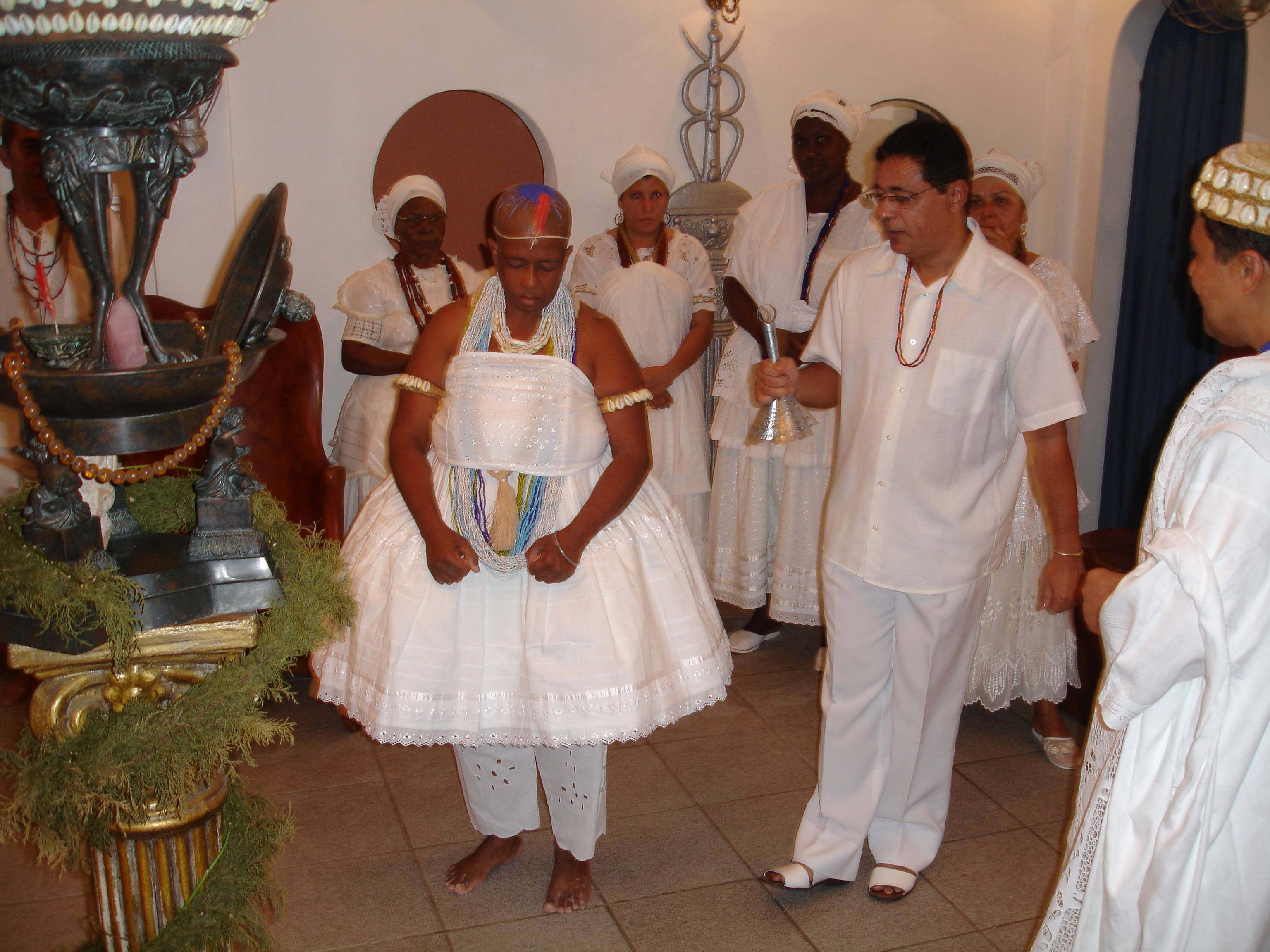
Uaji na cabeça do Iaô numa Iniciação Queto

## Utilidade
Este pó é utilizado em inúmeros rituais do candomblé, principalmente para ibás orixás (assentamentos) e na feitura de santo sobre a cabeça do iaô/elegum. Símbolo da idealização, transformação, direcionamento com o objetivo de proteger contra todos os males espirituais, materiais e psíquicos, principalmente da negatividade de Iami.